# 黒沢鷹次郎
黒沢 鷹次郎（くろさわ ようじろう/たかじろう、嘉永2年11月23日（1850年1月6日） - 大正8年（1919年）1月27日）は、明治-大正期の銀行家。位階勲等は従六位勲六等。

## 経歴・人物
信濃国佐久郡崎田村（現佐久穂町）の太物中継業、酒造業黒沢利左衛門の長男として生まれる。叔父の黒沢景寿から漢籍を学び、明治2年（1869年）平田篤胤の没後門人となる。同9年（1876年）同志と長野に彰真社を創設して為替業務に乗り出し、同10年（1877年）2月、長野県上田の第十九国立銀行（八十二銀行の前身の一つ）の設立に参加。明治20年（1887年）1月より没するまで頭取を務めた。諏訪倉庫を創業するなど、製糸業の発展にも尽力した。

## 栄典
- 1919年（大正8年）1月27日 - 従六位[4]